# Olimpíada d'escacs de 1956
L'olimpíada d'escacs de 1956 fou la dotzena Olimpíada oficial d'escacs, i la quarta després de la Segona Guerra Mundial. Organitzada per la FIDE, es va celebrar entre el 31 d'agost i el 25 de setembre a Moscou. L'única competició disputada fou un torneig obert.

## Torneig
Al torneig hi participaren 197 jugadors de 34 països, la participació més alta fins a aquell moment; a la primera fase es varen jugar més de mil partides. Els equips es dividiren en quatre grups, i els tres primers de cada grup es classificaven per la Final "A", els tres següents per la Final "B" i els darrers per la Final "C".

### Primera fase
Al primer grup, Polònia no es va classificar a causa de la derrota a la primera ronda amb Suïssa, que era un rival directe, i una derrota per 4-0 amb la Unió Soviètica. Al segon grup, Dinamarca es va classificar per a la final principal tot i un mal començament, derrotant en la confrontació directa els Països Baixos que a dues rondes del final seguia sent un punt i mig per davant d'ells.
Islàndia, al grup 3, tot i un bon començament (11/12, però amb equips menors) va perdre amb Xile 3-1, deixant el camp lliure a Anglaterra. Colòmbia i la República Democràtica Alemanya no van poder classificar-se a darrera hora, donant pas a Romania i Txecoslovàquia.
A la següent taula, cada columna representa un grup; els classificats per a la Final "A" es destaquen en negreta, mentre que els participants a la Final "B" són en cursiva.
| - Bulgària - Noruega - Polònia - Puerto Rico - Sarre - Suècia - Suïssa - Unió Soviètica | - Àustria - Dinamarca - França - Israel - Mongòlia - Països Baixos - Escòcia - Iugoslàvia | - Argentina - Xile - Finlàndia - RFA - Anglaterra - Índia - Irlanda - Islàndia - Luxemburg | - Txecoslovàquia - Bèlgica - Colòmbia - RDA - Grècia - Iran - Filipines - Romania - Hongria |

### Segona fase
A la final, la Unió Soviètica va començar a guanyant Anglaterra sense concedir-li ni un punt, i seguiren líders fins a la quarta ronda, quan van ser derrotats per Hongria (la primera derrota de la Unió Soviètica en tota la història de les olimpíades), que es va unir a ells al capdavant de la classificació. A la següent ronda foren derrotats també per Iugoslàvia, però una clara victòria sobre Dinamarca (3,5 a 0,5) els va portar novament al capdavant, on van romandre fins al final de la competició. Hongria i Iugoslàvia va lluitar l'última ronda, però l'empat va anar a favor de l'última, que havia guanyat (com a equip) un matx més. L'Argentina va quedar quarta, el primer cop que quedava fora de les medalles després de la guerra.
Els soviètics també van guanyar cinc medalles individuals, tres d'elles d'or. El danès Bent Larsen, gràcies a la seva actuació, no només va guanyar la medalla d'or com a primer tauler, sinó també el títol de Gran Mestre.

### Resultats absoluts

#### Final A
| Pos.              | Equip          | Jugadors | Punts |
| ----------------- | -------------- | --- | ----- |
| Medalla d'or      | Unió Soviètica | GM Mikhaïl Botvínnik, GM Vassili Smislov, GM Paul Keres, GM David Bronstein, GM Mark Taimanov GM Iefim Hèl·ler               | 31    |
| Medalla de plata  | Iugoslàvia     | GM Svetozar Gligorić, GM Aleksandar Matanović, GM Borislav Ivkov, MI Nikola Karaklajić, MI Borislav Milić, Božidar Đurašević | 26,5  |
| Medalla de bronze | Hongria        | GM László Szabó, GM Gedeon Barcza, MI Pál Benkő, MI György Szilágyi, MI Miklós Bély, Lajos Portisch                          | 26,5  |
| 4                 | Argentina      | GM Miguel Najdorf, MI Julio Bolbochán, GM Oscar Panno, GM Herman Pilnik, Raúl Sanguineti, Bernardo Wexler                    | 23    |
| 5                 | RFA            | GM Wolfgang Unzicker, MI Lothar Schmidt, Klaus Darga, Walter Niephaus, Rudolf Teschner                                       | 22    |
| 6                 | Bulgària       | Nikola Padevsky, Nikolai Minev, Atanas Kolarov, Georgi Tringov, MI Alexandar Tsvetkov, MI Zdravko Milev                      | 22    |
| 7                 | Txecoslovàquia | GM Miroslav Filip, GM Luděk Pachman, Jan Šefc, MI Josef Rejfíř, Ladislav Alster, Jaroslav Ježek                              | 20,5  |
| 8                 | Anglaterra     | MI Harry Golombek, Jonathan Penrose, MI Robert Wade, Stuart Milner-Barry, Peter Clarke, Alan Phillips                        | 20    |

#### Final B
| Pos. | Equip    | Jugadors | Punts |
| ---- | -------- | --- | ----- |
| 10   | Àustria  | Karl Robatsch, MI Andreas Dückstein, Anton Kinzel, Alexander Premeshuber, MI Josef Lovkenc, Hans Busek                 | 28    |
| 11   | Islàndia | MI Friðrik Ólafsson, Ingi Jóhannsson, Baldur Möller, Freysteinn Þorbergsson, Sigurgeir Gíslason, Arinbjörn Guðmundsson | 27    |
| 12   | Suècia   | GM Gideon Ståhlberg, Åke Stenborg, Kristian Sköld, Åke Backlund, Manne Joffe, Lennart Ljungqvist                       | 26,5  |

#### Final C
| Pos. | Equip     | Jugadors                                                                          | Punts |
| ---- | --------- | --------------------------------------------------------------------------------- | ----- |
| 25   | Filipines | Glicerio Badilles, Florencio Campomanes, Carlos Benítez, Radolfo Tan Cardoso      | 24    |
| 26   | Sarre     | Otto Benkner, Gerhard Lorson, Ernst Weichselbaumer, V. Foltz, G. Both, G. Schmidt | 23    |
| 27   | Índia     | Ramchandra Sapre, Ramdas Gupta, B. Mahishkar, T. Venkatraman                      | 20,5  |

### Resultats individuals

#### Primer tauler
|                   | Jugador              | País           | Final | Punts | Partides | Percentatge |
| ----------------- | -------------------- | -------------- | ----- | ----- | -------- | ----------- |
| Medalla d'or      | MI Bent Larsen       | Dinamarca      | A     | 14    | 18       | 77,8        |
| Medalla de plata  | GM Mikhaïl Botvínnik | Unió Soviètica | A     | 9,5   | 13       | 73,1        |
| Medalla de bronze | MI Friðrik Ólafsson  | Islàndia       | B     | 13    | 18       | 72,2        |

#### Segon tauler
|                  | Jugador                 | País       | Final | Punts | Partides | Percentatge |  |
| ---------------- | ----------------------- | ---------- | ----- | ----- | -------- | ----------- |  |
| Medalla d'or     | MI Andreas Dückstein    | Àustria    | B     | 13    | 17       | 76,5        |  |
| Medalla de plata | GM Aleksandar Matanović | Iugoslàvia | A     | 11,5  | 16       | 71,9        |  |
| Medalla de plata | GM Gedeon Barcza        | Hongria    | A     | 11,5  | 16       | 71,9        |  |

#### Tercer tauler
|                   | Jugador        | País           | Final | Punts | Partides | Percentatge |
| ----------------- | -------------- | -------------- | ----- | ----- | -------- | ----------- |
| Medalla d'or      | GM Paul Keres  | Unió Soviètica | A     | 9,5   | 12       | 79,2        |
| Medalla de plata  | Borislav Ivkov | Iugoslàvia     | A     | 12    | 16       | 75          |
| Medalla de bronze | Baldur Möller  | Islàndia       | B     | 11    | 16       | 68,8        |

#### Quart tauler
|                   | Jugador             | País           | Final | Punts | Partides | Percentatge |
| ----------------- | ------------------- | -------------- | ----- | ----- | -------- | ----------- |
| Medalla d'or      | GM David Bronstein  | Unió Soviètica | A     | 11    | 13       | 84,6        |
| Medalla de plata  | Rodolfo Tan Cardoso | Filipines      | C     | 13    | 17       | 76,5        |
| Medalla de bronze | Georgi Tringov      | Bulgària       | A     | 9     | 12       | 75          |

#### Cinquè tauler (primer suplent)
|                   | Jugador          | País           | Final | Punts | Partides | Percentatge |
| ----------------- | ---------------- | -------------- | ----- | ----- | -------- | ----------- |
| Medalla d'or      | Raúl Sanguineti  | Argentina      | A     | 9     | 11       | 81,8        |
| Medalla de plata  | Peter Clarke     | Anglaterra     | A     | 9,5   | 12       | 79,2        |
| Medalla de bronze | GM Mark Taimanov | Unió Soviètica | A     | 8,5   | 11       | 77,3        |

#### Sisè tauler (segon suplent)
|                   | Jugador            | País           | Final | Punts | Partides | Percentatge |
| ----------------- | ------------------ | -------------- | ----- | ----- | -------- | ----------- |
| Medalla d'or      | GM Iefim Hèl·ler   | Unió Soviètica | A     | 7,5   | 10       | 75          |
| Medalla de plata  | Lennart Ljungqvist | Suècia         | B     | 7     | 10       | 70          |
| Medalla de bronze | MI Zdravko Milev   | Bulgària       | A     | 9     | 13       | 69,2        |